# Cuark extraño
El quark extraño (o quark s del inglés "strange quark") es una partícula elemental que pertenece a la segunda generación de quarks. Tiene una carga eléctrica igual a −⅓ de la carga elemental y un espín de ½, con lo cual es un fermión y cumple el principio de exclusión de Pauli. Como los demás quarks, el quark extraño tiene carga de color, y el antiquark extraño tiene carga de anticolor; sienten la interacción fuerte.
Fue propuesto por Murray Gell-Mann para explicar la enorme variedad de hadrones observados hasta 1964 aproximadamente, los cuales no podrían existir sólo con combinaciones de quarks arriba y abajo. Fue propuesto originalmente junto a los quarks arriba y abajo, y la 's' de su nombre venía seguramente de 'sideways' (de lado), en contraposición a lo de arriba y abajo. Más tarde tomaría el nombre de quark extraño, porque forma parte de lo que se conocían entonces como partículas extrañas, que tenían una vida media "extrañamente" superior a la esperada.
El quark extraño debe de tener una vida media corta, como los leptones de la segunda generación. La única evidencia es que forma hadrones que se desintegran pronto, pero la vida media del propio quark es muy difícil de medir debido a que se encuentra confinado.
Este quark dota a los hadrones que forma con un número cuántico llamado "extrañez", que se define como el número de antiquarks extraños menos el número de quarks extraños que lo forman. El concepto de extrañeza fue definido incluso antes que el concepto de quark.

## Historia
En los inicios de la física de partículas (primera mitad del siglo XX), se pensaba que hadrones como protones, neutrones y piones eran partículas elementales. Sin embargo, se descubrieron nuevos hadrones y el "zoo de partículas" pasó de unas pocas partículas a principios de los años treinta y cuarenta a varias decenas en los cincuenta. Algunas partículas eran mucho más longevas que otras; la mayoría se desintegraban por la interacción fuerte y tenían vida de unos 10-23 segundos. Cuando se desintegraban a través de la interacción débil, su vida era de unos 10-10 segundos. Mientras estudiaba estas desintegraciones, Murray Gell-Mann (en 1953) y Kazuhiko Nishijima (en 1955) desarrolló el concepto de extrañeza' (que Nishijima llamó eta-carga, por el mesón eta (η)) para explicar la "extrañeza" de las partículas de vida más larga. La fórmula Gell-Mann-Nishijima es el resultado de estos esfuerzos por comprender las desintegraciones extrañas.
A pesar de su trabajo, las relaciones entre cada partícula y la base física que subyace a la propiedad de extrañeza seguían sin estar claras. En 1961, Gell-Mann y Yuval Ne'eman propuso de forma independiente un esquema de clasificación de hadrones llamado  camino óctuple, también conocido como  SU(3)  simetría de sabor. Esto ordena a los hadrones en multipletes de isospín. La base física de la isospín y la extrañeza no se explicó hasta 1964, cuando Gell-Mann y George Zweig propuso de forma independiente el modelo de quarks, que en aquel momento consistía únicamente en los quarks up, down y strange. Los quarks up y down eran los portadores del isospín, mientras que el quark strange era el portador de la extrañeza. Aunque el modelo de los quarks explicaba la forma óctuple, no se encontraron pruebas directas de la existencia de los quarks hasta 1968 en el Stanford Linear Accelerator Center. Los experimentos de dispersión inelástica profunda indicaron que los protones tenían subestructura, y que los protones formados por tres partículas más fundamentales explicaban los datos confirmando así el modelo de cuarks.
Al principio la gente era reacia a identificar los tres cuerpos como quarks, prefiriendo en su lugar la descripción de Richard Feynman del partón, pero con el tiempo se aceptó la teoría de los quarks.